# Történelem

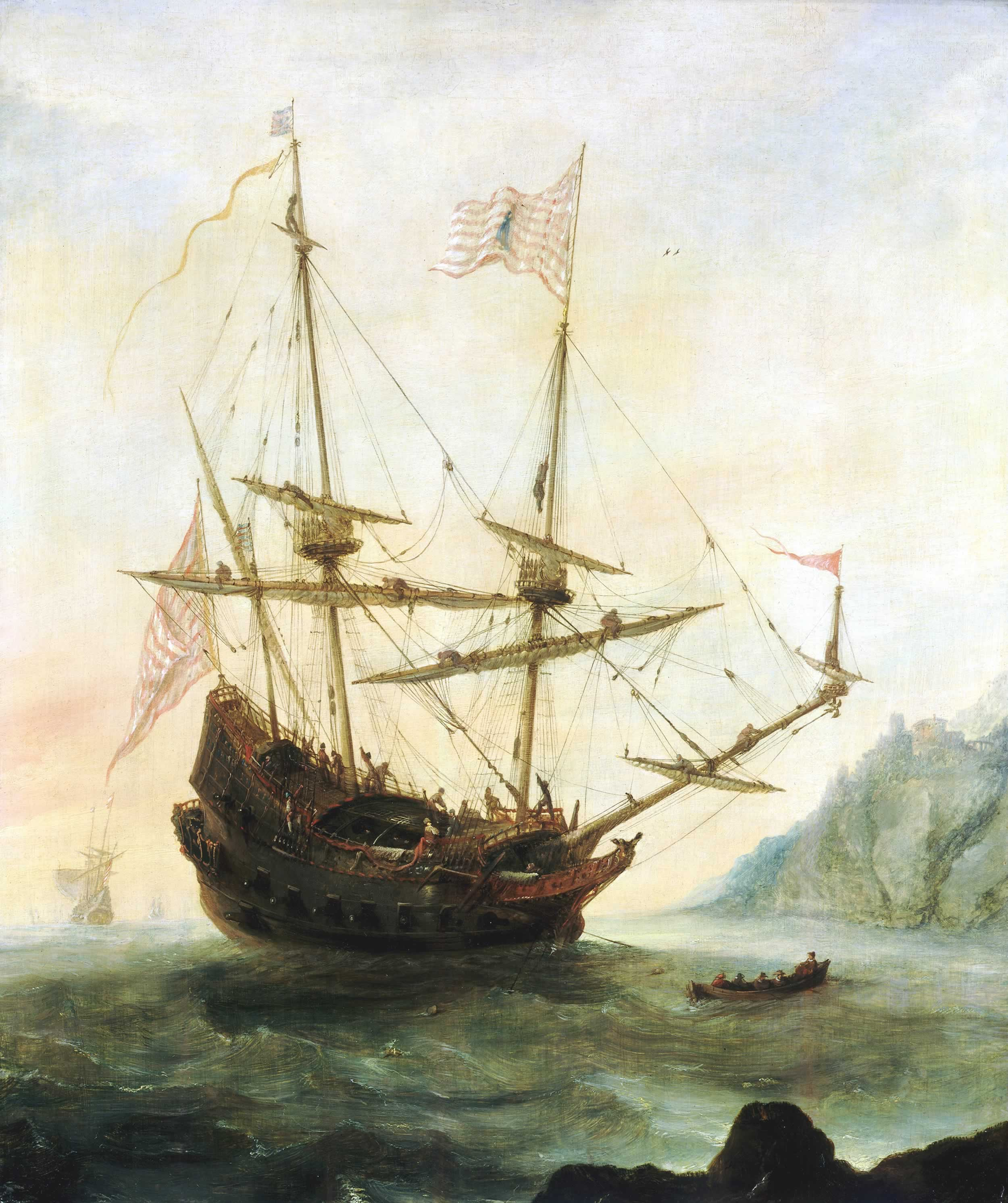
Amerika felfedezése (Kolumbusz, 1492). 17. századi festmény

A történelem a múltbeli események összessége. Az emberiség múltjának tudományos ismerete, amely az emberi társadalom közös emlékezeteként az emberi azonosságtudat egyik alapja. A magyar nyelvű tankönyvek és ismeretterjesztő művek általában a következő felosztásban tárgyalják:
- Világtörténelem vagy egyetemes történelem
- Magyar történelem

A történelem a múlt szisztematikus tanulmányozása.  Tudományos tudományágként elemzi és értelmezi a bizonyítékokat, hogy narratívákat(különböző nézőpontú elbeszéléseket) alkosson a megtörténtekről, és megmagyarázza, miért történt, elsősorban az emberi múltra összpontosítva.  Egyes teoretikusok a történelmet a társadalomtudományok közé sorolják, míg mások a humán tudományok("művészetek") részének tekintik, vagy hibrid tudományágnak tekintik.  Hasonló viták övezik a történelem célját – például azt, hogy a fő célja elméleti-e, az igazság feltárása, vagy gyakorlati, hogy levonja a tanulságokat a múltból.  Általánosabb értelemben a történelem kifejezés nem egy tudományos területre vonatkozik, hanem magára a múltra, a múlt időire vagy a múltról szóló egyedi szövegekre.
A történelmi kutatások elsődleges(pl. szemtanúk által elmesélt) és másodlagos(a hallott történeteket leíró) forrásokra támaszkodnak a múltbeli események rekonstruálásához és az értelmezések megerősítéséhez.  A forráskritika ezen források értékelésére szolgál, felmérve azok hitelességét, tartalmát és megbízhatóságát.  A történészek több egyéni forrás szempontjait integrálják, hogy koherens narratívát alakítsanak ki.  A különböző irányzatok, mint például a pozitivizmus, az Annales-iskola, a marxizmus és a posztmodern, eltérő módszertani megközelítéssel rendelkeznek.
A történelem egy széles tudományág, amely számos ágat felölel.  Egyesek meghatározott időszakokra, például az ókori történelemre, míg mások bizonyos földrajzi régiókra, például Afrika történelmére összpontosítanak.  A tematikus kategóriák közé tartozik a politikatörténet, a társadalomtörténet és a gazdaságtörténet.  A konkrét kutatási módszerekhez és forrásokhoz kapcsolódó ágak közé tartozik a kvantitatív történelem, az összehasonlító történelem és a szóbeli(elbeszélt pl. interjúkban) történelem(oral history).
A történelem az ókorban  jelent meg, hogy a mítoszokkal átitatott narratívákat, a korai hagyományokat, amelyek Görögországból, Kínából, majd később az iszlám világból származnak.  A történetírás az idők során fejlődött, és egyre professzionálisabbá vált, különösen a 19. században, amikor szigorú módszertan és különféle tudományos intézmények jöttek létre. A történelem számos területhez kapcsolódik, beleértve a történetírást, a filozófiát, az oktatást és a politikát. 
Tágabb értelemben véve a világtörténelem az emberi eseményeken túlmutatva a következőképpen is csoportosítható, aszerint, hogy mely tudományok foglalkoznak vele:
- A világegyetem története (csillagászat)
- Földtörténet (földtudomány)
- Az élővilág története (biológia)
- Az emberiség története (történettudomány)
- Mi végre kell nekünk a történelem? (filozófia)

## Szóeredet

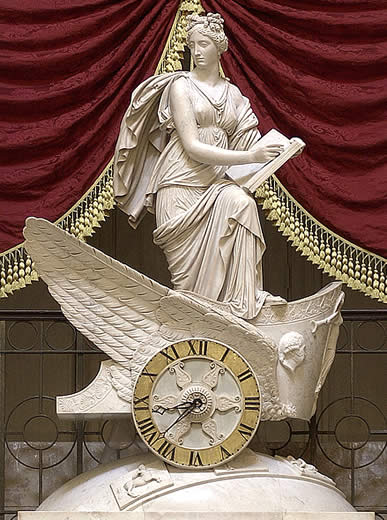
Clio múzsa a történelem szekerén

A történelem latin neve, a historia a görög ιστορία szóból származik, ami a hisztorein („kutatni, kérdezősködni”) főnevesülése, szó szerinti jelentése: „kikutatott tudás, elbeszélés, beszámoló” (ugyancsak az alapigéből képzett nomen agentis a hisztór, jelentése: „bölcs”, „szemtanú”, „bíró”). A megfelelő magyar szó a tizenkilencedik századból származik, megalkotója Döbrentei Gábor.

## A történelem célja és haszna
Különféle elméletek születtek a történelem céljáról vagy értékéről.  Egyes történészek szerint elsődleges funkciója a múltra vonatkozó igazság tisztán felfedezése, mint egy nyomozás.  Ez a nézet hangsúlyozza, hogy az igazság érdektelen keresése öncél, míg az ideológiához vagy politikához kapcsolódó külső célok azzal fenyegetnek, hogy aláássák a történelmi kutatások pontosságát a múlt eltorzításával.  Ebben a szerepben a történelem megkérdőjelezi a hagyományos mítoszokat, amelyek nem támasztják alá a tényeket.
Egy másik perspektíva azt sugallja, hogy a történelem fő értéke a jelenre vonatkozó tanúságokba  rejlik.  Ez a nézet azon az elgondoláson alapul, hogy a múlt megértése irányíthatja a döntéshozatalt, például a korábbi hibák megismétlésének elkerülése érdekében. Egy ehhez kapcsolódó perspektíva az emberi állapot általános megértésére összpontosít, tudatosítva az emberekben az emberi viselkedés különböző kontextusokban való sokféleségét – hasonlóan ahhoz, amit külföldi országok látogatása során tanulhatunk. A történelem a társadalmi kohéziót is elősegítheti azáltal, hogy a közös múlton keresztül kollektív identitást biztosít az embereknek, segít megőrizni és ápolni a kulturális örökséget és értékeket generációkon átívelően. Egyes tudósok, köztük a whig történészek és a marxista tudós E. H. Carr számára a történelem kulcsfontosságú a jelen megértéséhez, és Carr esetében a jövő alakításához.
A történelmet időnként politikai vagy ideológiai célokra használják fel, például a status quo igazolására bizonyos hagyományok tiszteletben tartásának hangsúlyozásával, vagy a változás előmozdítására a múlt igazságtalanságainak kiemelésével. Szélsőséges formákban a bizonyítékokat szándékosan figyelmen kívül hagyják vagy félreértelmezik, hogy félrevezető narratívákat alkossanak, ami pszeudo(ál) történethez(vagyis történelem hamisításhoz) vagy történelmi tagadáshoz vezethet. David Christian, egy Ausztráliában élő történész szerint az ember annak köszönheti kultúrájának kialakulását, hogy megtanult beszélni. A nyelv segítségével ugyanis az egyének életében felhalmozott tudás nem vesz kárba azok halálával, hanem tovább hagyományozható a következő generációkra. Így létrejöhet egy kollektív emlékezet, amelynek segítségével el tudunk igazodni a világban és nem kell újra meg újra rátalálni a problémák megoldására.

## Az emberi történelem felosztása
A következő szócikkek a Wikipédiában fellelhető nagy mennyiségű adatban a feldolgozást és a keresést segítik.

### Évszám szerint
- Évezredek és évszázadok

### Korszak szerint
Az európai történelem korszakai:
- Őskor
- Ókor
- Középkor
- Korai újkor
- Újkor

Történelmi korszakok (más földrészeké is)

### Földrajzi terület szerint

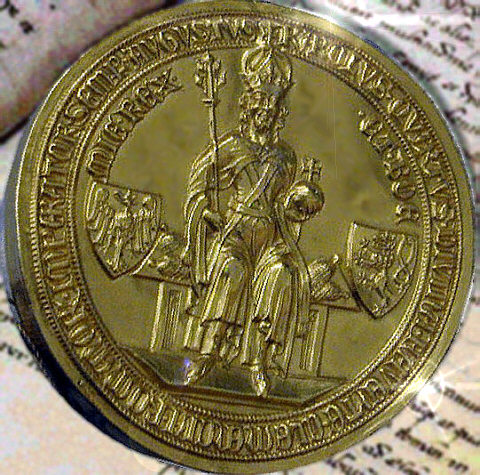
IV. Károly német-római császár által kiadott Német Aranybulla (1356)

- Afrika történelme
- Ausztrália és Óceánia történelme
- Ázsia történelme
- Dél-Amerika történelme
- Európa történelme
- Észak-Amerika történelme

### Témák szerint
- Diplomáciatörténet
- Életrajz
- Gazdaságtörténet
  - Az adózás története
- Hadtörténet
- Irodalomtörténet
- Jogtörténet
- Művelődéstörténet
  - Kultúrmozgalmak
- Művészettörténet
  - A film története
  - Színháztörténet
- Politikatörténet
- Pszichohistória
- Társadalomtörténet
  - A turizmus története
  - A vendéglátás története
  - A szexualitás története
  - Nők a történelemben
- Technikatörténet
- Történeti ökológia
- Tudománytörténet
  - A filozófia története
  - Fizikatörténet
  - Matematikatörténet
  - Az orvostudomány története
- Vallástörténet
  - A kereszténység története

## Képzést indító felsőoktatási intézmények
- Debreceni Egyetem - Bölcsészettudományi Kar
- Eötvös Loránd Tudományegyetem - Bölcsészettudományi Kar
- Eszterházy Károly Egyetem - Bölcsészettudományi Kar
- Károli Gáspár Református Egyetem - Bölcsészettudományi Kar
- Kodolányi János Egyetem
- Miskolci Egyetem - Bölcsészettudományi Kar
- Nyíregyházi Egyetem - Bölcsészettudományi és Művészeti Kar
- Soproni Egyetem - Bölcsészettudományi Kar
- Pázmány Péter Katolikus Egyetem - Bölcsészettudományi Kar
- Pécsi Tudományegyetem - Bölcsészettudományi Kar
- Szegedi Tudományegyetem - Bölcsészettudományi Kar

## Ajánlott olvasmányok
- H. E. Carr:Mi a történelem? Budapest, 1995. Osiris kiadó, 150 p.
- Romsics Ignác: Clio bűvöletében Magyar történetírás a 19-20.században - nemzetközi kitekintéssel. Budapest, Osiris kiadó, 2011, 628 p
- A történelem segédtudományai. Budapest, Osiris, 1998. 320 p